# Jogo eletrônico de ação

Prince of Persia é um jogo de plataforma de 1989.

Um jogo eletrônico de ação é um tipo de jogo eletrônico que desafia a velocidade, reflexo e raciocínio rápido do jogador. Jogos de ação geralmente incluem conflitos estratégicos, desafios de exploração e necessidade de solucionar quebra-cabeças simples, mas estes não são elementos que definem tal gênero.
O gênero de jogo de ação é o mais amplo e inclusivo gênero no mundo dos videogames, contendo diversos sub-gêneros como jogos de luta, jogos de tiro em primeira pessoa, beat'em ups, jogos de plataforma e survival horror.

## Definição
Jogos de ação tipicamente possuem características de conflitos com força física violenta e ágil, onde o jogador deve ter um tempo de reação curto como maior característica definitiva.
O jogador normalmente está sob pressão e possui tempo limitado para realizar suas ações e não há muito tempo para realizar planos ou estratégias elaboradas.
Em um jogo de ação comum, o jogador controla um personagem que normalmente é o protagonista da história do jogo. Ele deve navegar sobre o ambiente e sobrepujar seus desafios, combatendo outros personagens, coletando itens e solucionando quebra-cabeças simples. O jogador está limitado pelo tempo e por recursos que representam a quantidade de vida do personagem, que quando acabada, o jogador recebe um game over. Ao final de cada nível ou fase, tipicamente há um embate com um grande antagonista.

## Subgêneros
- Jogos de luta
- Beat 'em ups
- Jogos de tiro

- Jogos de plataforma
- Survival horror